# Festung San Carlo

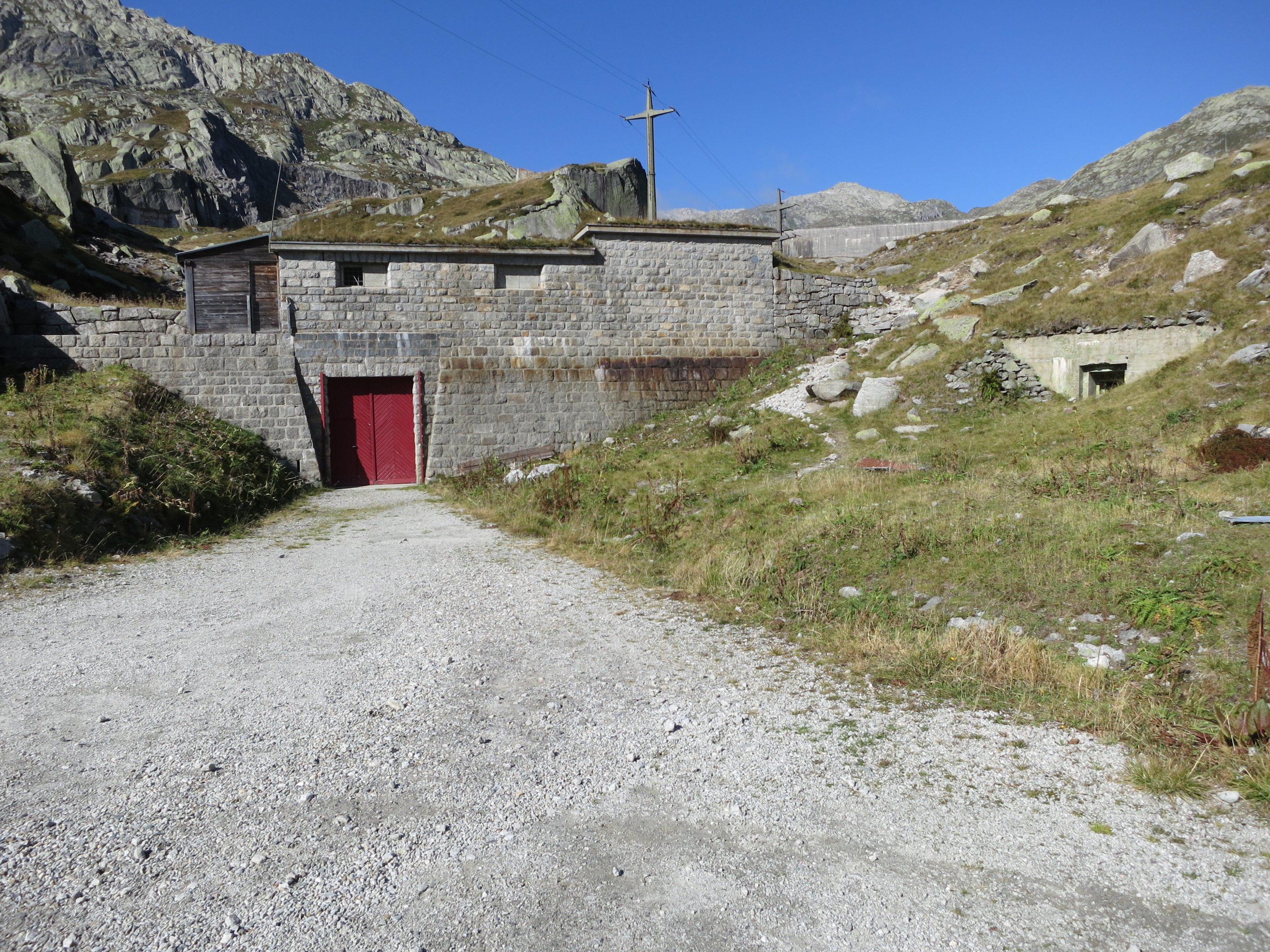
Festungseingang

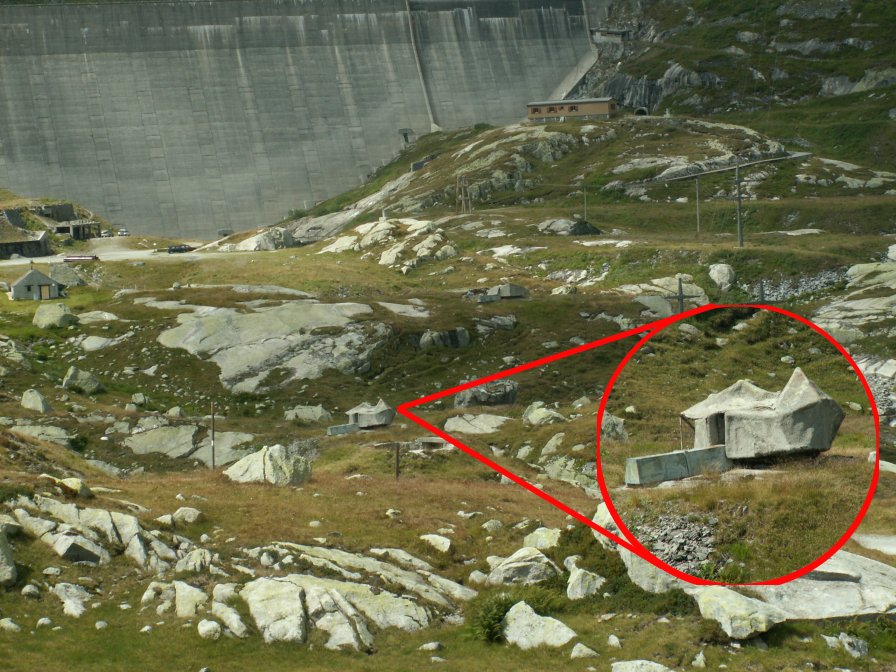
Getarnter 10,5 cm Panzerturm des AW San Carlo, im Hintergrund Lucendrostaumauer

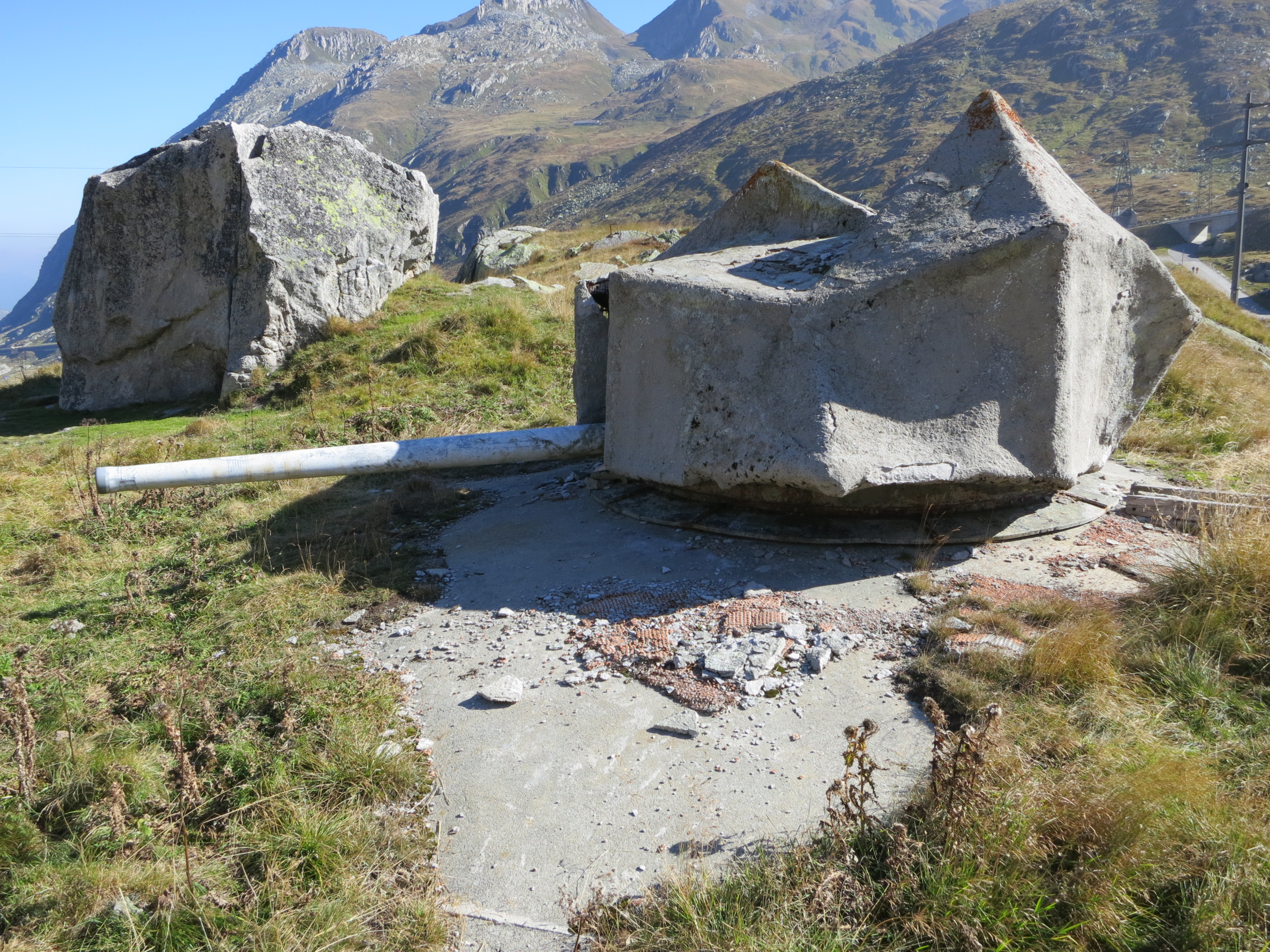
Panzerturm 10,5 cm

Die Festung San Carlo (auch AW San Carlo, Armeebezeichnung A 8390) ist ein Schweizer Artilleriewerk auf dem Gotthardpass im Gemeindegebiet von Airolo im Kanton Tessin. Es befindet sich auf 2060 m ü. M. unterhalb des Lago di San Carlo und der Staumauer des Lago di Lucendro, am unteren Ende des Valletta di San Gotthardo, bei der San Carlo-Kurve der alten Gotthardstrasse. Das 1942 erbaute Werk wurde 1999 als Kampfanlage aufgehoben. 2004 wurde die umgebaute Festung als Wellnesshotel «La Claustra» eröffnet.

## Geschichte

### Artilleriefestung
Der Bundesrat sah in den politischen Ereignissen in Deutschland und Italien eine mögliche Bedrohung der Schweiz, die auch eine Verstärkung der Gotthardbefestigungen notwendig machte. 1929 hatte Italien eine Strasse auf den San Giacomopass gebaut, der sich in nur 14 Kilometer Entfernung (Luftlinie) vom Südportal des Gotthard-Eisenbahntunnels befindet.
Die Errichtung von Infanteriesperren stellte die erste Massnahme dar. Da die Infanterie jedoch die Unterstützung der weitreichenden Artillerie brauchte, wurde 1938 mit dem Bau des Artilleriewerks San Carlo als Prototyp einer neuen Generation von Festungen mit zwei 10,5 cm Panzertürmen Modell 39 L52 begonnen. Als zweite Gotthardfestung wurde 1941 die Festung Sasso da Pigna gebaut, das mit 15-cm-Kanonen bestückt werden sollte.
Zu Beginn des Zweiten Weltkrieges wurden die Geschütze durch die K+W Thun montiert. Die Einbauten in den Felskavernen bestanden aus freistehenden Gebäuden auf Sockeln. Im November 1939 waren beide Türme angeschlossen und einsatzbereit. Die Unterkunft war 1942 fertig und die Nahverteidigungsanlagen Ende 1944. Die lange Bauzeit war auf den neuen Werk- und Waffentyp und die Höhe der Baustelle mit den schwierigen Wetterbedingungen zurückzuführen. Weitere Verbesserungen und Modernisierungen wurden bis zum letzten Wiederholungskurs 1994 durchgeführt.
Die Anlage wurde ab 1999 ausser Dienst gestellt und deklassifiziert.

### Hotel
2004 wurde die Festung als Seminar- und Wellnesshotel «La Claustra» wieder eröffnet, zu dem der Luzerner Künstler und Soziologen Jean Odermatt die Anlage umgebaut hatte. 2010 wurde das Hotel aus wirtschaftlichen Gründen geschlossen. Der Unternehmer Rainer Geissmann aus Airolo ersteigerte das Hotel für 1000 Franken und eröffnete es im September 2015 erneut.

## Auftrag und militärische Bedeutung
Zusammen mit den grossen Artilleriewerken Sasso da Pigna, Foppa Grande, Gütsch, Bäzberg, Fuchsegg und Grimsel der Zentralfestung Gotthard hatte das AW San Carlo die Aufgabe, die Gotthardachse zu sperren und zu halten.
Nach dem Ende des Aktivdienstes schrieb General Henri Guisan 1946 im Zusammenhang mit der Réduitbildung im Jahre 1940 in seinem Bericht an die Bundesversammlung:

„Von nun an erschienen die drei grossen Festungen (Sargans, Gotthard und St. Maurice) nicht mehr nur als mächtige Sperren von Tälern oder strategisch wichtigen Richtungen. Sie wurden die wichtigsten Pfeiler des Gesamtplans, zwischen denen wir andere errichten konnten; und eine von ihnen, der Gotthard, wurde die Zitadelle, das heisst der Kern des stärksten und längsten Widerstandes, und zu gleicher Zeit der zentrale Kommandoposten für die Alpenübergänge, über die wir die Kontrolle zu behalten hatten.“

## Werk
Für die Stollenlänge von 690 Meter und die 4'000 m² unterirdische Nutzfläche betrug die Felsausbruchkubatur rund 18'000 m³.
In den fünf Kavernen wurden folgende Gebäude untergebracht:
- das Munitionsmagazin
- das Gebäude mit Maschinenraum, Gasschutzraum, Korpsmaterialmagazin und Telefonzentrale
- Küche, Mannschafts- und Offiziersspeisesaal, Duschen
- drei Mannschaftsunterkunftsräume für je 44 Mann, Unterkunftsraum für 10 Unteroffiziere, 2 Unterkunftsräume für Offiziere, Arztzimmer, Unterkunft für 2 Sanitätssoldaten, Krankenzimmer mit 6 Betten, Kompaniebüro mit 2 Unteroffiziersbetten
- Kommandotrakt des Kommandanten Südfront, 6 Offizierszimmer, Unteroffizierszimmer, Zimmer und Büro Kommandant Südfront, Büro und Kanzlei, WC und Waschraum, Verpflegungsmagazin, Materialmagazin

Die in den Kavernen freistehenden Gebäude standen auf einem Sockelraster, der unter dem Ottiker-Elementboden ein Hohlraum von 50 Zentimeter beliess.

## Bewaffnung
Das AW San Carlo konnte das Gelände rundum (360°) mit einer wirksamen Schussreichweite von 18 bis 22 Kilometer mit Artilleriefeuer belegen. Es war ein Prototyp für eine neue Gattung von Festungsgeschützen mit 10,5 cm Panzerturmkanonen, mit welchen im Zweiten Weltkrieg in den Jahren 1939 bis 1944 die Festungen St. Gotthard (zehn Stück), St. Maurice (zwei Stück) und Sargans (zehn Stück) bestückt wurden. Die 10,5 cm Panzerturmkanone 1939 L52 hatte eine Mündungsgeschwindigkeit von 830 m/s und eine Schussreichweite bis maximal 22 Kilometer (mit Spitzgranate 24 Kilometer).
Von 1948 bis 1987 gab es eine halbmobile Minenwerferbatterie mit vier schweren 12 cm Minenwerfern, mit denen schusstote Räume im Einsatzbereich um die Festungswerke des Gotthardpasses mit Artilleriefeuer belegt werden konnten.
Zur Nah- und Aussenverteidigung gab es fünf Infanteriebunker mit Maschinengewehrausrüstung.

## Festungskompanie
Die am 29. August 1939 im Fort Hospiz auf dem Gotthardpass mit rund 130 Mann eingerückte Festungsartilleriekompanie 17 war bis 1944 für San Carlo zuständig, dann wurde sie von der neu zusammengestellten Festungsartilleriekompanie 28 mit 155 Mann abgelöst. Diese wurde 1962 (Truppenordnung 61) als Bestandteil der Festungsabteilung 6 in die Festungskompanie II/6 umgetauft.
Die Angehörigen der Festungskompanie erhielten durch truppeneigene Ausbildner, wie Bergführer, Tourenleiter und Skilehrer eine Gebirgsausbildung. Im Wiederholungskurs 1968 wurde unter dem Gefreiten Max Eiselin, dem ehemaligen Expeditionsleiter der Dhaulagiri-Expedition 1960, unter anderem das Abseilen über Felswände geübt.